# Israël Guébo
Pour les articles homonymes, voir Guébo.
 (avril 2025).
Israël Guébo, né le 6 avril 1982 à Bouaké, est un journaliste, formateur, entrepreneur, homme de médias et de communication ivoirien. Diplômé de l'École supérieure de journalisme de Lille (85e), il a également étudié la science politique à l'université catholique de l'Afrique de l'Ouest.
Il est considéré comme l’une des figures de proue de la promotion de la communication numérique en Côte d’Ivoire et en Afrique subsaharienne francophone.
En juin 2019, il est nommé au conseil d’administration de l’ESJ-Lille, devenant ainsi le premier Africain à intégrer cette instance, depuis la création de l’établissement en 1924.
En décembre 2019, il est élevé au grade de chevalier dans l'ordre du Mérite de la communication de Côte d'Ivoire.
Le samedi 25 mars 2023, à l'occasion d'une conférence publique réunissant plus de 2 000 personnes, il annonce sa candidature aux élections municipales pour la commune d'Abobo.

## Biographie
C’est en 1998 qu'Israël Guebo apprend l’informatique avec sa mère sur l’ordinateur de son père. La Côte d’Ivoire entame, à cette époque, son développement dans le domaine. En 2000, il découvre Internet et se familiarise avec les outils tels que les moteurs de recherche et les mails. Il est alors loin de se douter des débouchés que lui offrira cette initiation.
Après ses études en science politique à l’UCAO, Israël décide d’embrasser sa passion de toujours : le journalisme. Il intègre, en 2006, la rédaction du quotidien Le Courrier d’Abidjan, sous la plume « Yoroba », également surnommé « Yoro ». Le journal est alors dirigé par Théophile Kouamouo. Un an plus tard, il décide de se donner une autre orientation.

## Une expérience professionnelle diversifiée
En 2007, Yoro quitte la rédaction et s’attache aux blogs qu’il vient de découvrir. Après des débuts sur Afrikblog.com, il migre sur Ivoire-blog.com, la première plateforme de blog « made in Côte d’Ivoire ». C’est d’ailleurs sur cette plateforme que Le Blog de Yoro va voir le jour. Avec lui, il accumule plusieurs prix en Afrique et en Europe.
En février 2009, Israël Guébo crée Avenue225.com, une plateforme d’informations en ligne où les citoyens peuvent envoyer des articles, des photos ou des podcasts afin de décrire leurs quotidiens. En juin de la même année, il rencontre Aude Guyot avec qui le projet des Avenues Africaines va germer et voir le jour  au Mali, au Sénégal , au Togo, au Bénin, au Congo-Brazzaville et au Burkina Faso.
Les blogs et le web ne sont pas sa première expérience. À 21 ans Yoro va occuper le « poste » de député Junior en Côte d'Ivoire pendant deux années (la durée du mandat). En 2004, pendant un an, il va travailler dans un Cabinet de gestion de projet de développement rural basé dans la capitale ivoirienne. Il occupe le poste de Chef du service administratif. De 2006 à 2007, c’est un cabinet de communication qui le recrute à mi-temps pour être le chargé des relations avec la presse. Un poste qui lui vaudra d’être embauché (toujours à temps partiel) comme chargé de communication par le Centre culturel évangélique d’Abidjan. À ce titre, il va lancer le premier salon du livre chrétien (Silic 2008) qui se déroulera en décembre 2008.
Israël Yoroba, c’est aussi une plume qui a volé dans plusieurs rédactions et pour plusieurs organes. Yoro  travaille un an et demi pour le journal Le Courrier d'Abidjan, en 2009. Il écrit pour Scrib Magazine (un trimestriel culturel), Objectifs Hebdo (un hebdomadaire économique), Altermonde (un trimestriel français généraliste). Il fera également des piges pour le  blog Planétaire de TV5MONDE, notamment à l’occasion de l’élection du président Barack Obama. Il a été l'un des premiers observateurs de France 24. Écrivain, il a sorti en octobre 2013 La Vie comme elle va sa première œuvre, une chronique d’articles publiés et inédits ,,,
En 2014, Israël Guébo rejoint le Studio Mozaïk (école de formation en radio) en tant que rédacteur en chef. Il devient en 2016, le directeur du bureau d'Abidjan de Hémisphère Média Production (boîte de production assurant la correspondance pour TF1 en Afrique et pour France 24, M6, Canal+ et ARTE dans certaines zones en Afrique). Il est également rédacteur en chef du magazine Paris Abidjan.
De 2015 à 2016, Israël Guébo travaille dans le cabinet du Ministre ivoirien de la promotion de la jeunesse, de l’emploi des jeunes et du service civique. Il est chargé de la coordination de toute la communication numérique.
Jusqu'en 2016, Israël Guébo est chargé de cours de web journalisme dans des universités et grandes écoles publiques et privées à Abidjan. En 2016, il lance Africa Daily News, site d'information en ligne qui remporte, en 2017, le 2e prix de la meilleure entreprise de presse numérique de Côte d'Ivoire.
De 2017 à 2019, il occupe le poste de Chargé de communication régionale pour le Golfe de Guinée à l'agence française de développement.
D'avril 2019 à mars 2020, il est coordinateur Hub Médias Sociaux Afrique francophone pour le ministère des affaires étrangères suisse.

## Entrepreneur (et) engagé pour les médias

### E-voir
En 2011, de retour en Côte d’Ivoire, il lance avec des amis E-Voir, une agence qui est spécialisée dans de la communication digitale et dans les « Solutions Medias ». Une agence qui organise avec succès les « E-School », une université d’été à l’endroit des populations sur les usages d’Internet dans la vie quotidienne. Après le Summer E-School en 2011, il y a eu Yamoussoukro E-School (Yes) en 2012, Bouaké E-School en 2013 et Bonoua E-School Time en 2014. C’est à lui que va revenir la charge de conduire l’équipe de Webcommunication lors du 6e Sommet Africités qui s’est tenu du 4 au 8 décembre 2012. Un Sommet qui rassemblait plus de 5 000 participants en majorité des Maires et des responsables de collectivités locales. Son amour pour la radio l’a emmené à créer Classe.fm, la première webradio d’information en Côte d’Ivoire.

### Institut africain des médias (IAM)
En 2016, avec l’aide de partenaires, Israël Guébo fonde l’Institut africain des médias (IAM). Une école de formation en journalisme et aux métiers des médias destinée aux nouveaux diplômés, mais également aux professionnels des médias qui souhaitent renforcer leurs capacités.
Le 5 novembre 2019, IAM signe un accord une convention avec l’École supérieure de journalisme (ESJ) de Lille pour l’ouverture d’une licence en management des médias à Abidjan. Israël Guébo explique que l’objectif est « d'offrir aux jeunes Ivoiriens une formation aux standards internationaux (et dans des secteurs à forte employabilité) en leur évitant les tracasseries et inconvénients inhérents aux études à l'étranger ».

## Un engagement communautaire et social

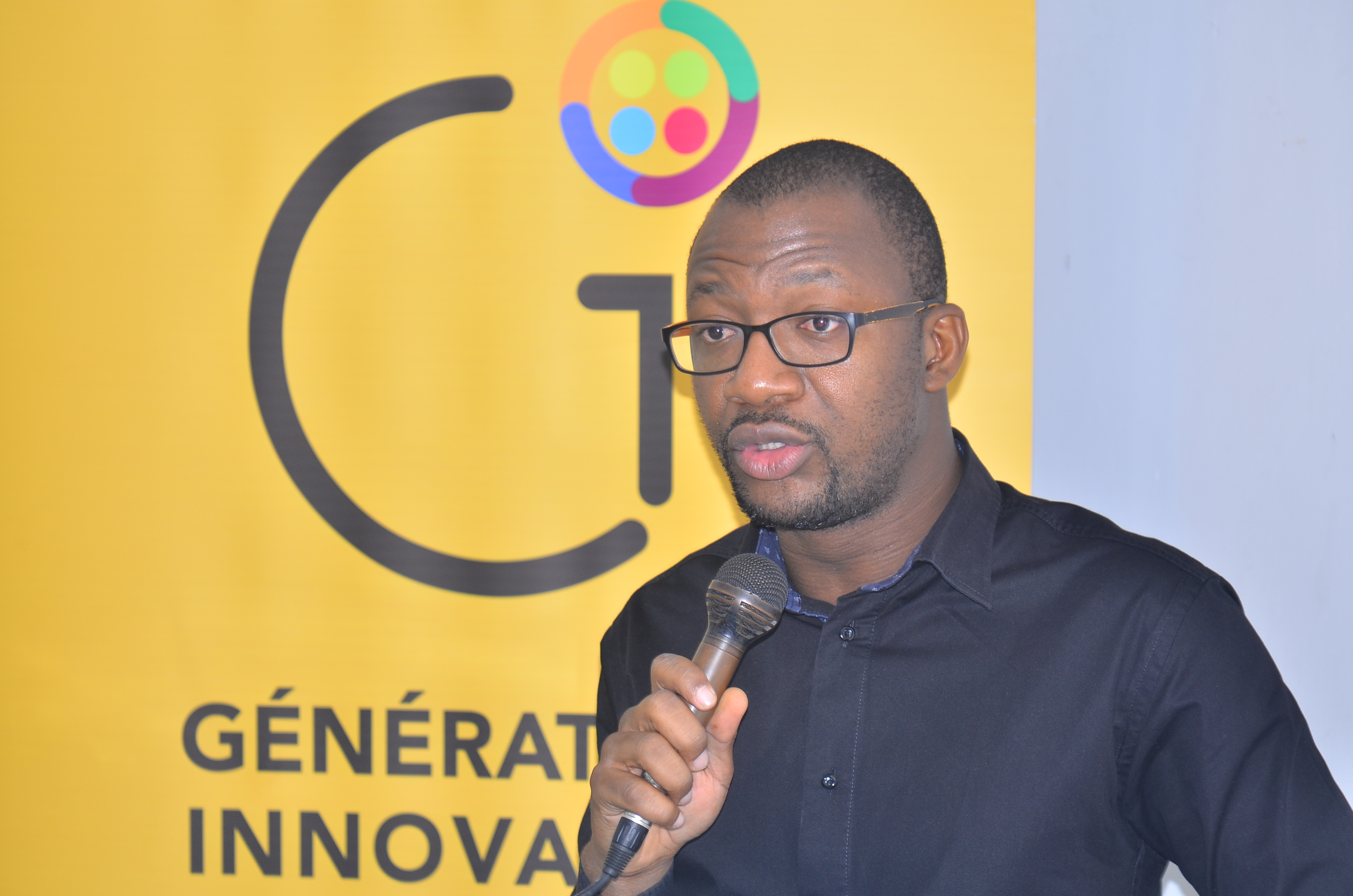
Israël Guébo lors d'une conférence organisée par l'association Génération Innovante, en décembre 2017

Alors qu’il est en classe de première, en 2000, Israël Guébo est l’un des membres fondateurs du Club Mst/Sida de son lycée à Odienné dans le nord ouest de la Côte d’Ivoire. De 2002 à 2003 à Abidjan, il est l’un des membres fondateurs et le secrétaire général adjoint de l‘Association des Étudiants Juristes (AEJ) de l’Université Catholique de l’Afrique de l’Ouest (UCAO).
Depuis octobre 2004, il est le Président-fondateur de l’ONG ACRUE (Les Amis de Christ pour la Rue), une structure qui vise à aider les personnes vivant dans des conditions difficiles (les villages et les quartiers précaires) et n’ayant pas accès aux privilèges les plus élémentaires (la santé, l’éducation, la nourriture, etc.). Les populations de Yopougon (Abidjan), Bongouanou (est) et Ferkessédougou (nord) ont déjà été visitées par cette ONG.
Israël Guébo est le président de l’Association Bric’Espoir qui a lancé le 2 novembre 2013 une opération de Financement participatif afin de construire d’ici à 2015 un Tech Hub pour la formation et l’encadrement des jeunes entrepreneurs . Une version pilote de ce projet a été lancée le 2 novembre 2014 à Bonoua, à 60 km au sud d'Abidjan.
Israël Yoroba a écrit, mis en musique et interprété une chanson pour sensibiliser à la lutte contre le virus Ebola. Cette chanson est sous licence Creative Commons,.
Le 28 octobre 2017, il est élu président de Génération innovante, un mouvement citoyen créé pour changer positivement l'image de la jeunesse ivoirienne et africaine.

### Believe in Abobo
En janvier 2019, il lance le projet « Believe in Abobo » avec pour objectif de montrer un autre visage de la commune d’Abobo, à travers du contenu diffusé sur les plateformes en ligne. Le projet entend aussi sensibiliser les populations sur les questions qui les touchent et contribuer au changement de comportements des Abobolais par des formations au bon usage des outils numériques.
En 2021, dans le cadre des activités de l’initiative Believe in Abobo, Israël Guébo, à travers son association Génération innovante, ouvre un centre de lecture et d’éducation sociale (CLES), pour apprendre à lire et former les enfants et les jeunes à travers diverses activités thématiques.

### WA Fm
Fin mars 2020, il crée et lance WA Fm, une webradio participative dont les productions sont diffusées en exclusivité sur WhatsApp. Israël Guébo explique que le média a pour but de contrer les fake news diffusées sur la pandémie liée à la maladie à coronavirus 2019 et amplifier les messages du gouvernement à cet effet. L’objectif général étant d’informer, sensibiliser et éduquer les populations sur le phénomène des infox.

### Fondation «Croire Côte d'Ivoire»
Début 2022, Israël Guébo crée Croire Côte d’Ivoire, une fondation dont le but est d’« agir par la réflexion avec toutes les couches sociales, l’éducation sous toutes les formes et la mise en œuvre de projets concrets et durables à l’endroit des populations les plus vulnérables. »
La fondation a 6 principaux axes d’intervention : l'éducation et le civisme, la santé, la femme et l'entrepreneuriat, les jeunes et l'emploi, la culture et le sport et la gouvernance locale.
Dans le cadre du dernier axe, il initie le projet « Abobo Connexion », dans le but pour faciliter la connexion entre les dirigeants et les populations d'Abobo.

## Élections municipales 2023
Après 6 ans d’activités avec Abobo Connexion, Israël Guébo décide de se présenter aux élections municipales pour la commune d'Abobo, pour répondre à l’appel des associations de jeunes, de femmes et diverses communautés pour être porter leurs espoirs lors de ce scrutin. Il place cette candidature sous le sceau de « l’intérêt général ».
Il décline son projet de gouvernance en « 50 actions pour un Abobo en mieux ». Un programme inclusif impliquant la participation active de toutes les forces vives de la commune.

### Campagne électorale
Pour sa campagne, Israël Guébo opte pour la proximité, arpentant les quartiers de la commune avec son équipe et s’arrêtant auprès des commerçants dans les marchés, les artisans dans leurs ateliers et même des foyers pour présenter sa vision pour un « Abobo en mieux » et inviter les électeurs à voter pour la liste Abobo Connexion.

### Vote et résultats
Les élections locales, couplées municipales et régionales, ont lieu le samedi 2 septembre 2023 sur l'ensemble du territoire ivoirien. À Abobo, le scrutin se déroule dans le calme sur toute l’étendue du territoire, malgré quelques perturbations mineures observées dans certaines localités.
La commission électorale indépendante proclame les résultats à partir du dimanche 3 septembre. Avec 20,88 de taux participation, c’est Kandia Camara, ministre d’État, ministre des Affaires étrangères, candidate du RHDP (parti au pouvoir), qui remporte l’élection dans la commune d’Abobo avec 71,08% des voix. Israël Guébo obtient 1,17% des suffrages exprimés.
Dans les minutes qui suivent la proclamation des résultats, Israël Guébo fait une déclaration dans laquelle il salue la victoire de Kandia Camara, remercie ses partisans pour leur engagement tout en soulignant l’importance de l’impact positif de sa campagne.

## Œuvres littéraires
- Israël Yoroba GUEBO, La vie comme elle va : chroniques, Les Editions Balafons, 2013, 145 p. (ISBN 978-2-919661-94-7 et 2-919661-94-9).
- Israël Yoroba, Compagnie Caïman, Livresque Edition, 2016, 86 p.
- Israël GUEBO, Croire, Espérance Éditions, juillet 2021, 146 p. (ISBN 979-10-95109-02-0)

## Une reconnaissance nationale et internationale

### Prix et récompenses
- 2008 : Prix du meilleur blogueur francophone aux BOBs, décerné par Deutsche Welle[35].
- 2009 : Prix spécial du meilleur blog de journaliste d’Afrique de l’Ouest, décerné par Institut PANOS Afrique de l'Ouest lors du Concours Waxal[36].
- 2011 : Prix Harubuntu (Porteurs d’espoir et créateurs de richesse africains) – Catégorie Communication, décerné par l’ONG belge Echo Communication[37].
- 2016 : 1er Prix Jeunesse Francophone 3535, Catégorie Blog et Innovation Média, décerné par l'Association 3535[38].
- 2017 : 2e Prix de la Meilleure entreprise de presse numérique en Côte d'Ivoire, décerné par le Réseau des professionnels de la presse en ligne de Côte d'Ivoire (Repprelci)[39].
- 2022 : Grand Prix de la Formation, décerné lors de la 9ème édition des ASCOM Awards[40].
- 2022 : 3e Prix national d'excellence pour le développement des médias, décerné par le Ministère de la Communication et de l'Economie Numérique[41].

### Distinctions
- 2019 : chevalier du Mérite de la communication (Côte d'Ivoire)[42].

## Rue Israël-Guébo
La rue Israël-Guébo est une rue située dans le quartier Williamsville 3, dans la commune d’Adjamé (au centre d’Abidjan). Cette voie fut dénommée dans le cadre du Projet d'adressage du district d'Abidjan (PADA), pilotée par la Direction de l’adressage, de la gestion et de la restructuration urbaine du ministère de la Construction, du Logement et de l’Urbanisme.